# Cycnidolon apicale
Cycnidolon apicale är en skalbaggsart som beskrevs av Martins och Maria Helena M. Galileo 2007. Cycnidolon apicale ingår i släktet Cycnidolon och familjen långhorningar. Inga underarter finns listade i Catalogue of Life.